# Canal de Isabel II

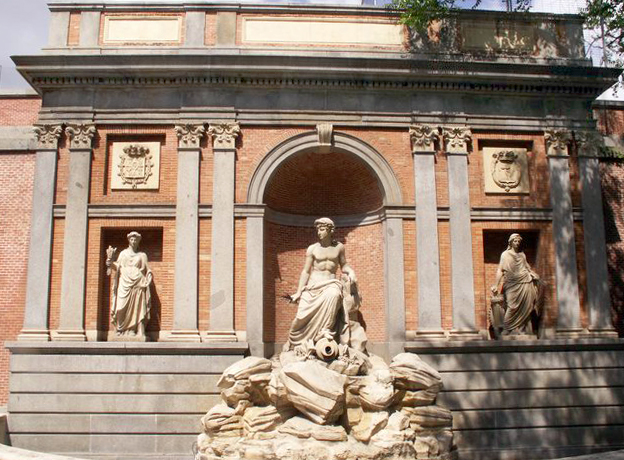
Conjunto escultórico del primer depósito del Canal de Isabel II. Calle de Bravo Murillo 49. Ingeniero Juan de Ribera Piferrer construido en 1858.

El Canal de Isabel II es la empresa pública española que acomete la gestión del ciclo integral del agua en casi la totalidad de la Comunidad de Madrid, esto es, se encarga de la gestión de todos los procesos que permiten una adecuada administración de los recursos hídricos: captación, tratamiento, distribución, saneamiento, depuración y reutilización. 
En la actualidad, Canal de Isabel II es una empresa hídrica de gestión totalmente pública, dependiente de la Comunidad de Madrid desde 1984. Tiene más de 3000 empleados y presta servicio a más de 6 millones de personas en todos los trabajos que conlleva el ciclo del agua
Actualmente pertenece en un 82,4 % a la Comunidad de Madrid a través del Ente Público Canal y en un 17,6 % a 111 ayuntamientos de la Comunidad, que componen su accionariado público.

## Historia
A partir de Felipe II, el monarca que instaló la Corte en Madrid, la historia de esta ciudad ha estado unida a una búsqueda constante de reservas de agua potable. Hasta entonces, el sistema tradicional de abastecimiento consistía en la excavación de pozos para acceder al agua disponible en el subsuelo y, un poco más tarde, en la utilización de los manantiales cercanos a Madrid. Para ello se creó en 1608 la Junta de Fuentes como organismo municipal dirigido por un superintendente, miembro del Consejo Real, con el objetivo de recuperar los viajes de agua de la época de los Austrias, para conducir este recurso de los acuíferos a los pozos de la ciudad. Sin embargo, la contaminación y el agotamiento de estas reservas obligó a situarlas cada vez más lejos, lo que implicaba tener que llevar el agua hasta la ciudad. De esta forma, realizaba un viaje hasta su destino, por lo que estas conducciones subterráneas recibieron el nombre de “viajes de agua”. Suministraban el agua a las fuentes públicas, siendo los míticos aguadores quienes la distribuían por los domicilios. Estos viajes continuaron en uso hasta la mitad del xix, pero el método, según pasó el tiempo, se vio insuficiente, creando un grave problema para los ciudadanos. Hasta mediados del xviii, el abastecimiento de agua a los domicilios particulares corría a cargo de los propios vecinos o de sus servidores. Solo algunos palacios y conventos tenían fuentes o pozos en sus propios recintos. Al crecer la población, surgió el oficio de aguador, personas dedicadas a servir el agua a domicilio, cobrando el precio estipulado.
A mediados del xix, la capital contaba con 77 fuentes públicas, en las que se instalaron 128 caños para llenar las cubas de los 950 aguadores, que repartían al día 663,50 «reales fontaneros» —medida de la época— de dotación, equivalentes a 2150 m³. Pero el recurso del agua del subsuelo estaba prácticamente agotado, lo que obligó a buscar alternativas diferentes a los viajes de agua para mantener el abastecimiento a la población. Y es que la dotación que proporcionaban los viajes se reducía a unos 6,5 litros diarios por habitante, una cantidad muy escasa en comparación con otras ciudades de la época.
Aunque se hicieron diversos proyectos para abastecer de agua a la capital desde mediados del xviii, no es hasta 1848, cuando fue definitivamente aprobada la memoria de un proyecto provisional del abastecimiento a Madrid. El ministro Juan Bravo Murillo decidió personalmente abordar la causa con urgencia. Así las cosas, mediante una Real Orden, el 10 de marzo de 1848 nombró a los ingenieros Juan Rafo y Juan de Ribera Piferrer que estudiasen los proyectos planteados anteriormente por Barra y Cortijo y propusieran el que creyesen más acertado. Lejos de decantarse por uno, Rafo y Ribera presentaron una propuesta alternativa que apostaba por traer las aguas del río Lozoya hasta la capital. El proyecto estaba redactado con tal previsión que era más que suficiente para abastecer a una población el doble de la que existía. Aunque parecía algo fantástico para la época, tenía, en realidad, tal visión de futuro que en la actualidad siguen funcionando parte de las instalaciones originales.
El 18 de junio de 1851, siendo reina de España Isabel II, se dictó el Real Decreto, refrendado por Juan Bravo Murillo, presidente del Consejo de Ministros en esos momentos, en el que se disponía que el Gobierno realizara la ejecución de los trabajos a través de un canal derivado del río Lozoya, que llevaría el nombre de Canal de Isabel II en honor a la soberana, verdadera promotora del proyecto.

### La primera llegada de las aguas, calle San Bernardo
La primera piedra de las obras en la presa de captación, denominada «Pontón de la Oliva», fue colocada el 11 de agosto de 1851 por Francisco de Asís de Borbón, el rey consorte. Siete años más tarde, y tras el importante impulso que supuso para el proyecto el paso de Manuel Alonso Martínez por el Ministerio de Fomento, el 24 de junio de 1858, tuvo lugar la inauguración oficial, en la calle ancha de San Bernardo, de la llegada de las aguas a Madrid.
En abril de 1905 se produjo el hundimiento del tercer depósito del Canal de Isabel II, que dejó una treintena de fallecidos.
Las numerosas infraestructuras hidráulicas creadas por el Canal de Isabel II en la provincia de Madrid le permitieron, en 1977, convertirse en una importante empresa pública. En 1984, pasó a depender de la Comunidad de Madrid y se le encomendó, además de los servicios tradicionales de abastecimiento, la depuración de las aguas residuales y la mejora y conservación de los ríos.
En 1995 el Canal de Isabel II se convirtió, además de gestora de agua en Madrid, en adjudicataria del Servicio de Aguas de la Ciudad de Cáceres. En julio de 2010 finaliza la Concesión Administrativa del Servicio de Aguas de Cáceres, revirtiendo nuevamente el servicio al Ayuntamiento.

### Constitución en sociedad anónima
Por una ley aprobada el 29 de diciembre de 2008, el gobierno de la Comunidad de Madrid previó la privatización del Canal de Isabel II. Se constituiría en una sociedad anónima en la que los ciudadanos e inversores privados detentarían el 49 % de las acciones, y la Comunidad de Madrid junto con sus municipios el 51 % restante. Los bienes de dominio público pertenecientes al Canal de Isabel II y que integran la Red General de la Comunidad de Madrid, serían adscritos a esta sociedad.
El 4 de marzo de 2012 tuvo lugar una consulta pública no vinculante convocada únicamente por diversas organizaciones de izquierda a través del cual los madrileños estaban llamados a mostrarse a favor o en contra de que la participación en el Canal siguiera siendo completamente pública. Con una participación de 167 000 personas, un 99 % de ellas se mostró en contra de su privatización.
El 1 de julio de 2012 se creó la sociedad anónima Canal de Isabel II Gestión, quedando el ente público Canal de Isabel II como regulador. El accionariado se reparte entre 111 ayuntamientos de la Comunidad de Madrid, con 7,6 % de las acciones, el ayuntamiento de Madrid con 10 %, y el ente público con 82,4 %. La sociedad es a su vez la matriz del Grupo Canal, que presta servicio a 9,73 millones de habitantes (6,63 en España y 3,10 en Latinoamérica) y da empleo a más de 6200 personas y genera más de 9400 empleos indirectos.
En noviembre de 2016, la sociedad anónima cambia su marca comercial para volver al nombre que la había identificado desde sus inicios: Canal de Isabel II.
En noviembre de 2018, la empresa presenta su Plan Estratégico 2018-2030, que, dividido en 10 líneas, marca la hoja de ruta de la compañía para los próximos años.

### Casos de corrupción
A finales de 1901 se dio un caso de desfalco en la empresa, que desembocó en la huida del cajero al que la prensa achacó la responsabilidad, el exalcalde madrileño Pedro Bernardo Orcasitas, y posterior suicidio de este en Francia. Se habrían encontrado cinco mil pesetas entre las pertenencias del cadáver.
La mayor empresa pública madrileña se encuentra envuelta en investigaciones por casos de corrupción a raíz de su expansión en América Latina en 2001, como parte de la trama conocida como «caso Lezo». El 19 de abril de 2017 el Canal de Isabel II fue el centro de una operación policial coordinada por el Juzgado Central de Instrucción 6 de la Audiencia Nacional que se saldó con más de una decena de detenidos, entre los cuales se encontraban el expresidente de la Comunidad de Madrid Ignacio González y el empresario Javier López Madrid. Las investigaciones venían produciéndose desde 2016 e incluían grabaciones a González con el exministro de Trabajo Eduardo Zaplana. En 2019, la fiscalía Anticorrupción presentó un escrito de acusación ante el juez del caso Lezo en el que declaró que la expansión de la empresa pública del Canal de Isabel II en 2001 con la operación de compraventa en Colombia de la sociedad Inassa fue plagada de irregularidades en todas sus fases de licitación. El juez, a petición de la fiscalía, levantó la imputación a los expresidentes de la Comunidad de Madrid, Alberto Ruiz Gallardón e Ignacio González, pero pidió siete años de cárcel para cinco altos cargos de la empresa y seis años de cárcel para 17 empresarios por malversación de fondos públicos, así como una indemnización solidaria y conjunta de 19 millones de euros al Canal.

## Captación

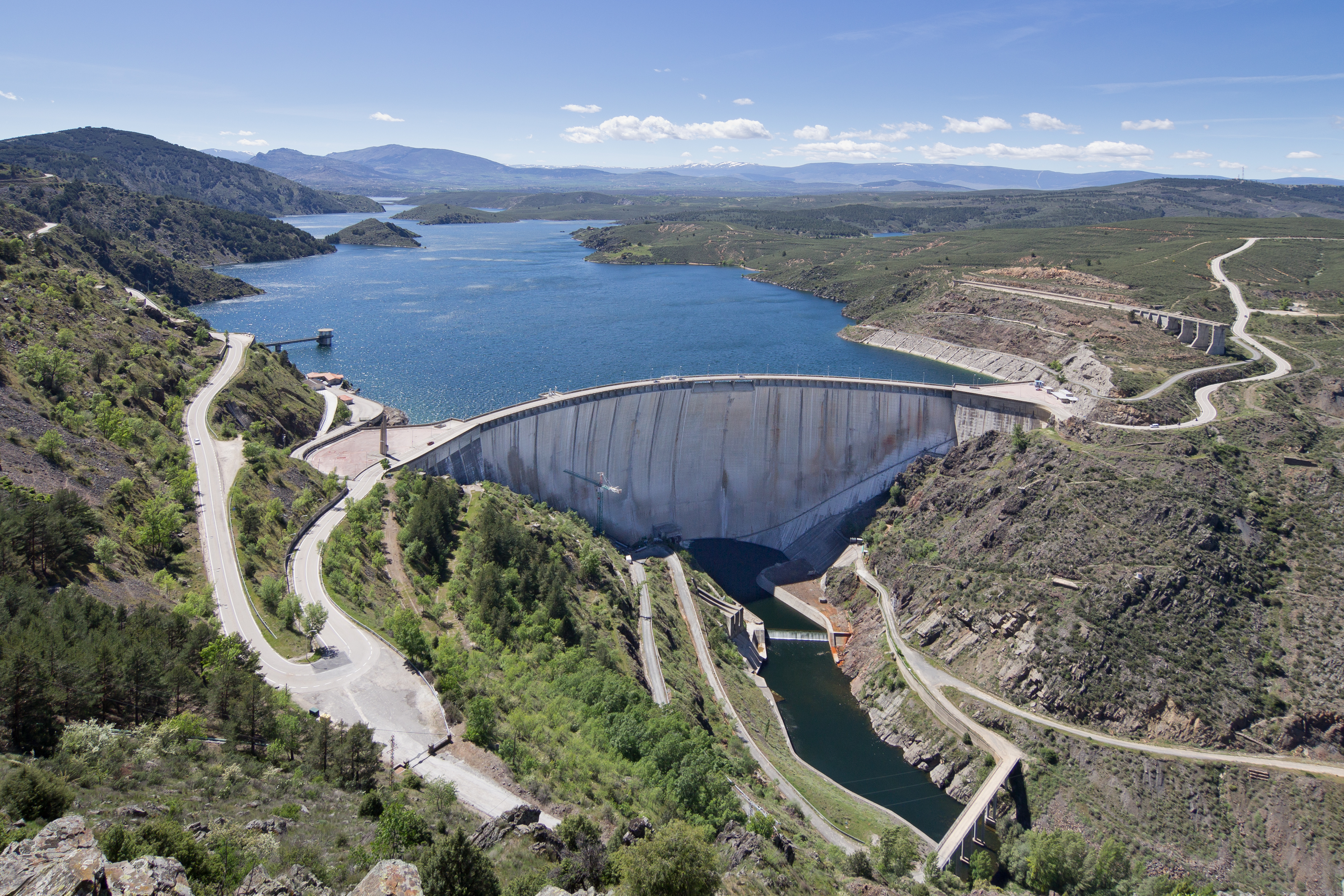
El Atazar es la mayor presa del Canal de Isabel II.

El Canal de Isabel II cuenta actualmente con 13 embalses, que tienen una capacidad máxima de almacenamiento de 944 millones de m³. El más grande de ellos es el Embalse de El Atazar, con una capacidad de 425 millones de m³, lo que representa el 45 % del total del agua embalsada por el Canal. En tamaño le siguen el embalse de San Juan (138 millones de m³), Valmayor (124 millones de m³) y el de Manzanares el Real con 91 millones de m³.
| Cuenca                | Embalse            | Entrada en servicio | Capacidad (hm³) | Capacidad total (hm³) |
| --------------------- | ------------------ | ------------------- | --------------- | --------------------- |
| Cuenca del Lozoya     | El Villar          | 1879                | 22,4            | 589,0                 |
| Cuenca del Lozoya     | Puentes Viejas     | 1939                | 53,0            | 589,0                 |
| Cuenca del Lozoya     | Riosequillo        | 1958                | 50,0            | 589,0                 |
| Cuenca del Lozoya     | Pinilla            | 1967                | 38,1            | 589,0                 |
| Cuenca del Lozoya     | El Atazar          | 1972                | 425,3           | 589,0                 |
| Cuenca del Jarama     | El Vado            | 1960                | 55,7            | 55,7                  |
| Cuenca del Guadalix   | Pedrezuela         | 1968                | 40,9            | 40,9                  |
| Cuenca del Manzanares | Manzanares el Real | 1912–1971           | 91,2            | 102,0                 |
| Cuenca del Manzanares | Navacerrada        | 1969                | 11,0            | 102,0                 |
| Cuenca del Guadarrama | Navalmedio         | 1969                | 0,7             | 132,0                 |
| Cuenca del Guadarrama | La Jarosa          | 1969                | 7,2             | 132,0                 |
| Cuenca del Guadarrama | Valmayor           | 1976                | 124,4           | 132,0                 |
| Cuenca del Alberche   | La Aceña           | 1991                | 23,7            | 26,0                  |

Asimismo, la empresa dispone de 78 instalaciones de captación de aguas subterráneas con seis zonas de extracción que incorporan los recursos extraídos de los acuíferos a las grandes conducciones y depósitos del sistema general de abastecimiento.

## Tratamiento
El agua con la que se abastece la región de Madrid ya tiene, en su origen, una excelente calidad. El Canal dispone de catorce estaciones de tratamiento de agua potable (ETAP) para incrementar la calidad del agua, asegurando que el agua es apta para el consumo humano, cumpliendo con los requisitos exigidos por la legislación vigente en materia de calidad del agua de consumo. La más moderna de estas ETAP es la de Pelayos de la Presa, que entró en servicio en octubre de 2016.
Para cumplir con estos requisitos, la Empresa cuenta con un laboratorio central de aguas y 40 estaciones de vigilancia automática (EVA) que realizan el muestreo y análisis en tiempo real del agua en todos los puntos neurálgicos de la red de abastecimiento.

## Distribución
Para asegurar el abastecimiento de agua en la Comunidad de Madrid, el Canal cuenta con 33 grandes depósitos y 288 de menor tamaño, así como con 141 estaciones de bombeo de agua potable que permiten el abastecimiento a las zonas más altas de la Comunidad.
En la actualidad, la red de distribución está formada por más de 17 366 kilómetros de conducciones.